# 관악구의회
관악구의회는 서울특별시 관악구 지역을 관할하는 기초의회이다.